# 隠棲 (歌曲)
『隠棲』（いんせい、Verborgenheit）は、フーゴー・ヴォルフの作曲した「メーリケ歌曲集」の12番目に収められた歌曲。

## 概要
世の人々に対して、どうか自分を捨て置いてくれ、自分の心に関わらず、自分を喜びであっても苦しみであっても、人生の中の悲喜こもごもをそのままの姿で味わわせてくれ、という呼びかけで始まり、自分の中に湧き出てくる、自分自身もわからない感情の様々な高まり、人の世と関係を絶った隠者ゆえの悲しみがうたわれ、せりあがってくる喜びの思いとともに曲はクライマックスを迎え、最後に冒頭の呼びかけがもう一度歌われ、静かに曲を閉じる。その美しさと親しみやすさゆえにヴォルフの歌曲の中でも特に人気のある一曲であり、同時に「メーリケ歌曲集」を代表する曲の一つである。

## 原詩全文
Verborgenheit
Eduard Mörike
Laß, o Welt, o laß mich sein!

Locket nicht mit Liebesgaben,

laßt dies Herz alleines haben

seine Wonne, seine Pein!

Was ich traure, weiß ich nicht,

es ist unbekanntes Wehe;

immerdar durch Tränen sehe

ich der Sonne liebes Licht.

Oft bin ich mir kaum bewußt,

und die helle Freude zücket

durch die schwere, so mich drücket,

Wonniglich in meinen Brust.